# Scrambling
Der Ausdruck Scrambling (aus engl. scramble u. a.: „durcheinanderbringen“, von daher auch „(Signale) verschlüsseln“) bezeichnet in der elektronischen Datenverarbeitung:
- Das Austauschen von Bitfolgen bei Datenspeicherung oder -übertragung durch solche, die besser an die Eigenschaften des Übertragungskanals angepasst sind
- Im Sinne von „schwach verschlüsseln“, das Ersetzen von Klartext durch Chiffrat

Jene, meist elektronische Baugruppen, die das Scrambling vornehmen, werden als Scrambler bezeichnet und bestehen aus Substitutionstabellen oder benutzen linear rückgekoppelte Schieberegister.

## Signalübertragung/Speicherung
Beim Scrambling werden die Bitfolgen, die zu übertragen oder zu speichern sind, so umgestellt, dass bestimmte Anforderungen an den Übertragungskanal, wie beispielsweise annähernde Gleichanteilsfreiheit, gewährleistet sind.

## Schwache Verschlüsselung
Wenn man einen Text unverstehbar machen möchte, kann man blockweise Buchstaben vertauschen. Indem man z. B. jeden 1. und 4. Buchstaben gegeneinander vertauscht, wird ein Text unverständlich. Diese schwache Verschlüsselung kann man durch andere Verfahren noch deutlich aufwerten, indem man z. B. eine Exklusiv-Oder-Verknüpfung mit einem per Pseudo-Zufallsgenerator erzeugten Wert durchführt.
Text: „Hallo Welt!!“
Scramblen: „lalHe Wo!t!l“
Viele symmetrische Verschlüsselungs-Algorithmen haben Schritte mit Vertauschungen von Bitgruppen in ihrem Verfahren integriert, so z. B. DES und AES. Diese Verfahren verwenden Scrambler allerdings als nur eine Komponente von mehreren, weshalb die Verschlüsselung an sich nicht schwach ist.